# R.E.M.s diskografi
Det amerikanske alternative rockband R.E.M. har udgivet 15 studiealbums, tre livealbums, 14 opsamlingsalbums, ét remixalbum, ét soundtrack, 12 videoalbum, syv EP'er, 63 singler og 77 musikvideoer. Gruppen blev dannet i 1980 af sangeren Michael Stipe, guitaristen Peter Buck, bassisten Mike Mills og trommeslageren Bill Berry. R.E.M. var afgørende for udviklingen af den alternative rockgenre. Deres musikstil har inspireret adskillige andre alternative rockbands og musikere, og bandet er et af de første alternative rocknavne, der formåede at slå igennem med kommerciel succes. R.E.M. har solgt over 85 millioner eksemplarer af deres studiealbums på verdensplan, hvilket gør dem til en af de bedst-sælgende grupper nogensinde.
Gruppens første single var "Radio Free Europe og udkom i 1981, og året efter udkom EP'en Chronic Town. De skrev kontrakt med I.R.S. Records og udgav debutalbummet Murmur i 1983, som blev en succes. Året efter udkom Reckoning, der også fik gruppen på hitlisterne i Storbritannien, og de opbyggede kultstatur i undergrundsmiljøet og blev spillet på college radio, hvor de var kendt for deres kryptiske og mumlende tekster. Med deres tredje album, Fables of the Reconstruction fra 1984, ændrede gruppen stil og fik en ny producer. Under indspilningen var gruppen ved at gå fra hinanden. I 1984 udkom Lifes Rich Pageant, hvor Stipes vokal var mere i front, og deres musik begyndte at blive spillet på kommercielle radiostationer.
Document fra 1987 blev gruppens egentlige gennembrud. Albummet indeholdt nogle meget politiske tekster, og særligt "The One I Love" var med til at bringe R.E.M. ud til en mere bred skare, og albummet solgte som det første af gruppens udgivelser over 1 millioner eksemplarer. De skrev herefter kontrakt med Warner Bros. Records og udgav Green i 1987, hvor gruppen eksperimenterede med deres lyd. Out of Time udkom i 1990 og gav R.E.M. deres internationale succes. Førstesinglen "Losing My Religion" nåede ind på hitlister over hele verden, og toppede flere af dem som nummer 1. Det blev også deres højest placerede single på Billboards singlehitliste. Gruppen modtog adskillige nomineringer ved Grammy Award for albummet. I 1992 udkom Automatic for the People, der var mere rocket en forgængerne. Singlerne "Drive", "Man on the Moon" og "Everybody Hurts" nåede alle ind på amerikanske single Top 40. Monster (1994) blev endnu en succes, mens New Adventures in Hi-Fi (1996) klarede sig markant dårligere end forventet. Berry forlod gruppen i 1997. Gruppen fortsatte som en trio, og Up udkom året, men blev en relativ fiasko. Reveal (2000) klarede sig bedre end forgængeren, og "Imitation of Life" havde succes i Storbritannien. Et opsamlingsalbum med materiale fra 1988-2003 udkom i 2003 og solgte godt i mange lande, og særligt i Storbritannien. Around the Sun (2004) havde et langsommere tempo end det forrig studiealbum, og modtog blandede anmeldelser. Accelerate (2008) skulle bevæge sig væk fra forgængeren, og modtog væsentlig bedre anmeldelser. Collapse into Now (2011) modtog hovedsageligt positive anmeldelser., og det blev gruppens sidste album, idet de i efteråret meddelte at de stoppede som band.

## Albums

### Studiealbums
| Titel                                                                                           | Albumdetaljer                                                                                    | Højeste hitlisteplacering | Højeste hitlisteplacering | Højeste hitlisteplacering | Højeste hitlisteplacering | Højeste hitlisteplacering | Højeste hitlisteplacering | Højeste hitlisteplacering | Højeste hitlisteplacering | Højeste hitlisteplacering | Højeste hitlisteplacering | Certificering |
| Titel                                                                                           | Albumdetaljer                                                                                    | US                        | AUS                       | AUT                       | CAN                       | GER                       | NLD                       | NOR                       | NZ                        | SWI                       | UK                        | Certificering |
| ----------------------------------------------------------------------------------------------- | ------------------------------------------------------------------------------------------------ | ------------------------- | ------------------------- | ------------------------- | ------------------------- | ------------------------- | ------------------------- | ------------------------- | ------------------------- | ------------------------- | ------------------------- | --- |
| Murmur                                                                                          | - Udgivet: april 12, 1983 (US) - Pladeselskab: I.R.S. - Formats: CD, kassettebånd, LP            | 36                        | —                         | —                         | —                         | —                         | —                         | —                         | 47                        | —                         | 100                       | - RIAA: Guld - BPI: Sølv |
| Reckoning                                                                                       | - Udgivet: april 9, 1984 (UK) - Pladeselskab: I.R.S. - Formats: CD, kassettebånd, LP             | 27                        | —                         | —                         | —                         | —                         | —                         | —                         | 23                        | —                         | 91                        | - RIAA: Guld |
| Fables of the Reconstruction                                                                    | - Udgivet: juni 10, 1985 (UK) - Pladeselskab: I.R.S. - Formats: CD, kassettebånd, LP             | 28                        | —                         | —                         | 40                        | —                         | —                         | —                         | 29                        | —                         | 35                        | - RIAA: Guld |
| Lifes Rich Pageant                                                                              | - Udgivet: juli 28, 1986 (US) - Pladeselskab: I.R.S. - Formats: CD, kassettebånd, LP             | 21                        | 73                        | —                         | 39                        | —                         | —                         | 17                        | 24                        | —                         | 43                        | - RIAA: Guld - MC: Platin |
| Document                                                                                        | - Udgivet: september 1, 1987 (US) - Pladeselskab: I.R.S. - Formats: CD, kassettebånd, LP         | 10                        | 47                        | —                         | 13                        | —                         | 47                        | —                         | 17                        | —                         | 28                        | - RIAA: Platin - BPI: Guld - MC: Platin                                                                                          |
| Green                                                                                           | - Udgivet: november 8, 1988 (US) - Pladeselskab: Warner Bros. - Formats: CD, kassettebånd, LP    | 12                        | 16                        | 3                         | 14                        | —                         | —                         | —                         | 6                         | —                         | 27                        | - RIAA: 2× Platin - BPI: Platin - MC: 2× Platin                                                                                  |
| Out of Time                                                                                     | - Udgivet: marts 12, 1991 (US) - Pladeselskab: Warner Bros. - Formats: CD, kassettebånd, LP      | 1                         | 4                         | 1                         | 1                         | 2                         | 1                         | 4                         | 3                         | 3                         | 1                         | - RIAA: 4× Platin - ARIA: 2× Platin - BPI: 5× Platin - BVMI: 5× Guld - IFPI AUT: Platin - IFPI SWI: 2× Platin - MC: 7× Platin    |
| Automatic for the People                                                                        | - Udgivet: oktober 6, 1992 (US) - Pladeselskab: Warner Bros. - Formats: CD, kassettebånd, LP     | 2                         | 2                         | 3                         | 4                         | 2                         | 2                         | 4                         | 1                         | 3                         | 1                         | - RIAA: 4× Platin - ARIA: 4× Platin - BPI: 7× Platin - BVMI: 5× Guld - IFPI AUT: 2× Platin - IFPI SWI: 2× Platin - MC: 7× Platin |
| Monster                                                                                         | - Udgivet: september 27, 1994 (US) - Pladeselskab: Warner Bros. - Formats: CD, kassettebånd, LP  | 1                         | 2                         | 1                         | 1                         | 2                         | 1                         | 2                         | 1                         | 1                         | 1                         | - RIAA: 4× Platin - ARIA: Platin - BPI: 3× Platin - BVMI: Platin - IFPI AUT: Platin - IFPI SWI: Platin - MC: 6× Platin           |
| New Adventures in Hi-Fi                                                                         | - Udgivet: september 10, 1996 (US) - Pladeselskab: Warner Bros. - Formats: CD, kassettebånd, LP  | 2                         | 1                         | 1                         | 1                         | 1                         | 1                         | 1                         | 1                         | 1                         | 1                         | - RIAA: Platin - ARIA: Guld - BPI: Platin - BVMI: Guld - IFPI AUT: Guld - IFPI NOR: Guld - IFPI SWI: Guld - MC: 2× Platin        |
| Up                                                                                              | - Udgivet: oktober 27, 1998 (US) - Pladeselskab: Warner Bros. - Formats: CD, kassettebånd, LP    | 3                         | 5                         | 1                         | 2                         | 1                         | 6                         | 1                         | 8                         | 7                         | 2                         | - RIAA: Guld - ARIA: Guld - BPI: Platin - IFPI AUT: Guld - IFPI NOR: Platin - IFPI SWI: Guld                                     |
| Reveal                                                                                          | - Udgivet: maj 15, 2001 (US) - Pladeselskab: Warner Bros. - Formats: CD, kassettebånd, LP        | 6                         | 5                         | 1                         | 4                         | 1                         | 7                         | 1                         | 10                        | 1                         | 1                         | - RIAA: Guld - ARIA: Guld - BPI: Platin - BVMI: Guld - IFPI AUT: Guld - IFPI SWI: Platin - MC: Guld                              |
| Around the Sun                                                                                  | - Udgivet: oktober 5, 2004 (US) - Pladeselskab: Warner Bros. - Formats: CD, LP, digital download | 13                        | 6                         | 1                         | 7                         | 1                         | 7                         | 1                         | 12                        | 1                         | 1                         | - ARIA: Guld - BPI: Guld - BVMI: Guld - IFPI AUT: Guld - IFPI SWI: Platin                                                        |
| Accelerate                                                                                      | - Udgivet: april 1, 2008 (US) - Pladeselskab: Warner Bros. - Formats: CD, LP, digital download   | 2                         | 13                        | 2                         | 1                         | 2                         | 2                         | 1                         | 5                         | 1                         | 1                         | - BPI: Guld - BVMI: Guld - IFPI AUT: Guld - IFPI NOR: Platin - IFPI SWI: Platin                                                  |
| Collapse into Now                                                                               | - Udgivet: marts 8, 2011 (US) - Pladeselskab: Warner Bros. - Formats: CD, LP, digital download   | 5                         | 15                        | 2                         | 6                         | 1                         | 8                         | 2                         | 10                        | 1                         | 5                         | - BPI: Sølv |
| "—" indikerer at udgivelsen ikke kom på hitlisten eller at den ikke blev udgivet i dette område |                                                                                                  |                           |                           |                           |                           |                           |                           |                           |                           |                           |                           | |

### Livealbum
| Titel                                                                                           | Albumdetaljer                                                                                     | Højeste hitlisteplacering | Højeste hitlisteplacering | Højeste hitlisteplacering | Højeste hitlisteplacering | Højeste hitlisteplacering | Højeste hitlisteplacering | Højeste hitlisteplacering | Højeste hitlisteplacering | Højeste hitlisteplacering | Højeste hitlisteplacering | Certificering |
| Titel                                                                                           | Albumdetaljer                                                                                     | US                        | AUT                       | BEL (FL)                  | BEL (WA)                  | FRA                       | GER                       | NLD                       | NOR                       | SWI                       | UK                        | Certificering |
| ----------------------------------------------------------------------------------------------- | ------------------------------------------------------------------------------------------------- | ------------------------- | ------------------------- | ------------------------- | ------------------------- | ------------------------- | ------------------------- | ------------------------- | ------------------------- | ------------------------- | ------------------------- | ------------- |
| R.E.M. Live                                                                                     | - Udgivet: oktober 15, 2007 (UK) - Pladeselskab: Warner Bros. - Formats: CD, LP, digital download | 72                        | 12                        | 11                        | 22                        | 55                        | 8                         | 16                        | 25                        | 16                        | 12                        | - BVMI: Guld  |
| Live at the Olympia                                                                             | - Udgivet: oktober 27, 2009 (US) - Pladeselskab: Warner Bros. - Formats: CD, LP, digital download | 95                        | 43                        | 40                        | 72                        | 157                       | 53                        | 59                        | —                         | 80                        | 68                        |               |
| Unplugged: The Complete 1991 and 2001 Sessions                                                  | - Udgivet: april 19, 2014 (US) - Pladeselskab: Rhino - Formats: CD, LP, digital download          | 21                        | 33                        | 19                        | 50                        | —                         | 28                        | 20                        | —                         | 56                        | 22                        |               |
| "—" indikerer at udgivelsen ikke kom på hitlisten eller at den ikke blev udgivet i dette område |                                                                                                   |                           |                           |                           |                           |                           |                           |                           |                           |                           |                           |               |

### Opsamlingsalbum
| Titel                                                                                           | Albumdetaljer                                                                                       | Højeste hitlisteplacering | Højeste hitlisteplacering | Højeste hitlisteplacering | Højeste hitlisteplacering | Højeste hitlisteplacering | Højeste hitlisteplacering | Højeste hitlisteplacering | Højeste hitlisteplacering | Højeste hitlisteplacering | Højeste hitlisteplacering | Certificering                                                                                             |
| Titel                                                                                           | Albumdetaljer                                                                                       | US                        | AUS                       | AUT                       | CAN                       | GER                       | NLD                       | NOR                       | NZ                        | SWI                       | UK                        | Certificering                                                                                             |
| ----------------------------------------------------------------------------------------------- | --------------------------------------------------------------------------------------------------- | ------------------------- | ------------------------- | ------------------------- | ------------------------- | ------------------------- | ------------------------- | ------------------------- | ------------------------- | ------------------------- | ------------------------- | --- |
| Dead Letter Office                                                                              | - Udgivet: april 27, 1987 (US) - Pladeselskab: I.R.S. - Formats: CD, kassettebånd, LP               | 52                        | —                         | —                         | 59                        | —                         | —                         | —                         | —                         | —                         | 60                        | |
| Eponymous                                                                                       | - Udgivet: oktober 17, 1988 (US) - Pladeselskab: I.R.S. - Formats: CD, kassettebånd, LP             | 44                        | 29                        | —                         | —                         | —                         | —                         | —                         | 16                        | —                         | 69                        | |
| Singleactiongreen                                                                               | - Udgivet: 1989 (US) - Pladeselskab: Warner Bros. - Formats: 7" box set                             | —                         | —                         | —                         | —                         | —                         | —                         | —                         | —                         | —                         | —                         | |
| The Best of R.E.M.                                                                              | - Udgivet: september 30, 1991 (US) - Pladeselskab: I.R.S. - Formats: CD, kassettebånd, LP           | —                         | 20                        | 22                        | —                         | 23                        | 67                        | —                         | 40                        | 27                        | 7                         | - ARIA: Guld - BPI: Guld - BVMI: Guld - IFPI AUT: Guld                                                    |
| The Automatic Box                                                                               | - Udgivet: december 1, 1993 (GER) - Pladeselskab: Warner Bros. - Formats: CD box set                | —                         | —                         | —                         | —                         | —                         | —                         | —                         | —                         | —                         | —                         | |
| R.E.M.: Singles Collected                                                                       | - Udgivet: oktober 4, 1994 (US) - Pladeselskab: I.R.S. - Formats: CD, kassettebånd                  | —                         | —                         | —                         | —                         | —                         | —                         | —                         | —                         | —                         | —                         | - BPI: Sølv                                                                                               |
| R.E.M.: In the Attic – Alternative Recordings 1985–1989                                         | - Udgivet: oktober 7, 1997 (US) - Pladeselskab: EMI, Capitol - Formats: CD                          | 185                       | —                         | —                         | —                         | —                         | —                         | —                         | —                         | —                         | —                         | |
| In Time: The Best of R.E.M. 1988–2003                                                           | - Udgivet: oktober 28, 2003 (US) - Pladeselskab: Warner Bros. - Formats: CD, LP, digital download   | 8                         | 5                         | 1                         | 4                         | 1                         | 7                         | 1                         | 2                         | 1                         | 1                         | - RIAA: Platin - ARIA: 4× Platin - BPI: 5× Platin - BVMI: 2× Platin - IFPI AUT: Platin - IFPI SWI: Platin |
| iTunes Originals – R.E.M.                                                                       | - Udgivet: december 28, 2004 (US) - Pladeselskab: Warner Bros. - Formats: Digital download          | —                         | —                         | —                         | —                         | —                         | —                         | —                         | —                         | —                         | —                         | |
| And I Feel Fine... The Best of the I.R.S. Years 1982–1987                                       | - Udgivet: september 12, 2006 (US) - Pladeselskab: EMI, Capitol - Formats: CD, LP, digital download | 116                       | —                         | —                         | —                         | 80                        | —                         | —                         | —                         | —                         | 70                        | |
| Collection                                                                                      | - Udgivet: april 16, 2008 (NL) - Pladeselskab: Immortal (Netherlands) - Formats: CD                 | —                         | —                         | —                         | —                         | —                         | —                         | —                         | —                         | —                         | —                         | |
| R.E.M. Three                                                                                    | - Udgivet: april 16, 2011 (US) - Pladeselskab: Warner Bros. - Formats: 7" box set                   | —                         | —                         | —                         | —                         | —                         | —                         | —                         | —                         | —                         | —                         | |
| Part Lies, Part Heart, Part Truth, Part Garbage 1982–2011                                       | - Udgivet: november 15, 2011 (US) - Pladeselskab: Warner Bros. - Formats: CD, LP, digital download  | 55                        | 71                        | 20                        | 79                        | 15                        | 14                        | 25                        | —                         | 17                        | 19                        | - BPI: Guld                                                                                               |
| Complete Rarities: I.R.S. 1982–1987                                                             | - Udgivet: maj 19, 2014 (US) - Pladeselskab: EMI - Formats: Digital download                        | —                         | —                         | —                         | —                         | —                         | —                         | —                         | —                         | —                         | —                         | |
| Complete Warner Bros. Rarities 1988–2011                                                        | - Udgivet: maj 19, 2014 (US) - Pladeselskab: Warner Bros. - Formats: Digital download               | —                         | —                         | —                         | —                         | —                         | —                         | —                         | —                         | —                         | —                         | |
| 7IN—83–88                                                                                       | - Udgivet: december 5, 2014 - Formats: Box set of 7" singles                                        | —                         | —                         | —                         | —                         | —                         | —                         | —                         | —                         | —                         | —                         | |
| "—" indikerer at udgivelsen ikke kom på hitlisten eller at den ikke blev udgivet i dette område | |                           |                           |                           |                           |                           |                           |                           |                           |                           |                           | |

### Remixalbum
| Titel    | Albumdetaljer                                                       |
| -------- | ------------------------------------------------------------------- |
| r.e.m.IX | - Udgivet: 2002 (US) - Pladeselskab: Warner Bros. - Formats: CD, LP |

### Soundtrack albums
| Titel                                  | Albumdetaljer                                                                    | Højeste hitlisteplacering |
| Titel                                  | Albumdetaljer                                                                    | US                        |
| -------------------------------------- | -------------------------------------------------------------------------------- | ------------------------- |
| Man on the Moon (with various artists) | - Udgivet: november 23, 1999 (US) - Pladeselskab: Warner Bros. - Formats: CD, LP | 109                       |

### Videoalbum
| Titel                                                          | Albumdetaljer                                                                                 | Højeste hitlisteplacering | Certificering |
| Titel                                                          | Albumdetaljer                                                                                 | US Video                  | Certificering |
| -------------------------------------------------------------- | --------------------------------------------------------------------------------------------- | ------------------------- | ------------- |
| Succumbs                                                       | - Udgivet: oktober 1987 (US) - Pladeselskab: UNI, A&M, Polygram - Formats: Laserdisc, VHS     | 2                         |               |
| Pop Screen                                                     | - Udgivet: maj 22, 1990 (US) - Pladeselskab: Warner Bros. - Formats: VHS, DVD                 | 1                         | - RIAA: Guld  |
| Tourfilm                                                       | - Udgivet: november 30, 1990 (US) - Pladeselskab: Warner Bros. - Formats: Laserdisc, VHS, DVD | 1                         | - RIAA: Guld  |
| This Film Is On                                                | - Udgivet: september 24, 1991 (US) - Pladeselskab: Warner Bros. - Formats: VHS, DVD           | 7                         | - RIAA: Guld  |
| Parallel                                                       | - Udgivet: maj 30, 1995 (US) - Pladeselskab: Warner Bros. - Formats: Laserdisc, VHS, DVD      | 7                         | - BPI: Guld   |
| Road Movie                                                     | - Udgivet: oktober 8, 1996 (US) - Pladeselskab: Warner Bros. - Formats: VHS, DVD              | 3                         | - BPI: Guld   |
| In View: The Best of R.E.M. 1988–2003                          | - Udgivet: oktober 28, 2003 (US) - Pladeselskab: Warner Bros. - Formats: DVD                  | 19                        | - BPI: Guld   |
| Perfect Square                                                 | - Udgivet: marts 9, 2004 (US) - Pladeselskab: Warner Bros. - Formats: DVD                     | 3                         | - BPI: Guld   |
| When the Light Is Mine: The Best of the I.R.S. Years 1982–1987 | - Udgivet: september 12, 2006 (US) - Pladeselskab: Capitol - Formats: DVD                     | 10                        |               |
| R.E.M. Live                                                    | - Udgivet: oktober 16, 2007 (US) - Pladeselskab: Warner Bros. - Formats: DVD                  | 2                         |               |
| Live from Austin, TX                                           | - Udgivet: oktober 26, 2010 (US) - Pladeselskab: Warner Bros. - Formats: DVD                  | 10                        |               |
| REMTV                                                          | - Udgivet: november 24, 2014 - Formats: DVD (six discs)                                       |                           |               |

### EP'er
| Titel                            | Albumdetaljer                                                                             |
| -------------------------------- | ----------------------------------------------------------------------------------------- |
| Chronic Town                     | - Udgivet: august 24, 1982 (US) - Pladeselskab: I.R.S. - Formats: Kassettebånd, LP        |
| Not Bad for No Tour              | - Udgivet: 2001 (US) - Pladeselskab: Warner Bros. - Formats: CD                           |
| Vancouver Rehearsal Tapes        | - Udgivet: oktober 14, 2003 (US) - Pladeselskab: Warner Bros. - Formats: Digital download |
| Live from London                 | - Udgivet: juli 1, 2008 (UK) - Pladeselskab: Warner Bros. - Formats: Digital download     |
| Reckoning Songs from the Olympia | - Udgivet: juli 3, 2009 (US) - Pladeselskab: Warner Bros. - Formats: Digital download     |
| Deep Cuts: R.E.M.                | - Udgivet: april 7, 2009 (US) - Pladeselskab: Warner Bros. - Formats: Digital download    |

## Singler

### 1980'erne
| Titel                                                                                           | Year | Højeste hitlisteplacering | Højeste hitlisteplacering | Højeste hitlisteplacering | Højeste hitlisteplacering | Højeste hitlisteplacering | Højeste hitlisteplacering | Højeste hitlisteplacering | Højeste hitlisteplacering | Højeste hitlisteplacering | Højeste hitlisteplacering | Album                        |
| Titel                                                                                           | Year | US                        | US Alt.                   | US Main. Rock             | AUS                       | CAN                       | GER                       | IRL                       | NLD                       | NZ                        | UK                        | Album                        |
| ----------------------------------------------------------------------------------------------- | ---- | ------------------------- | ------------------------- | ------------------------- | ------------------------- | ------------------------- | ------------------------- | ------------------------- | ------------------------- | ------------------------- | ------------------------- | ---------------------------- |
| "Radio Free Europe" (Hib-Tone version)                                                          | 1981 | —                         | —                         | —                         | —                         | —                         | —                         | —                         | —                         | —                         | —                         | Non-album single             |
| "Radio Free Europe" (I.R.S. version)                                                            | 1983 | 78                        | —                         | 25                        | —                         | —                         | —                         | —                         | —                         | —                         | —                         | Murmur                       |
| "Talk About the Passion"                                                                        | 1983 | —                         | —                         | —                         | —                         | —                         | —                         | —                         | —                         | —                         | —                         | Murmur                       |
| "So. Central Rain (I'm Sorry)"                                                                  | 1984 | 85                        | —                         | 43                        | —                         | —                         | —                         | —                         | —                         | —                         | —                         | Reckoning                    |
| "(Don't Go Back To) Rockville"                                                                  | 1984 | —                         | —                         | —                         | —                         | —                         | —                         | —                         | —                         | —                         | —                         | Reckoning                    |
| "Cant Get There from Here"                                                                      | 1985 | —                         | —                         | 14                        | —                         | 91                        | —                         | —                         | —                         | —                         | —                         | Fables of the Reconstruction |
| "Driver 8"                                                                                      | 1985 | —                         | —                         | 22                        | —                         | —                         | —                         | —                         | —                         | —                         | —                         | Fables of the Reconstruction |
| "Wendell Gee"                                                                                   | 1985 | —                         | —                         | —                         | —                         | —                         | —                         | —                         | —                         | —                         | —                         | Fables of the Reconstruction |
| "Fall on Me"                                                                                    | 1986 | 94                        | —                         | 5                         | —                         | —                         | —                         | —                         | —                         | —                         | —                         | Lifes Rich Pageant           |
| "Superman"                                                                                      | 1986 | —                         | —                         | 17                        | —                         | —                         | —                         | —                         | —                         | —                         | —                         | Lifes Rich Pageant           |
| "The One I Love"                                                                                | 1987 | 9                         | —                         | 2                         | 84                        | 11                        | 81                        | 5                         | 69                        | 6                         | 16                        | Document                     |
| "It's the End of the World as We Know It (And I Feel Fine)"                                     | 1987 | 69                        | —                         | 16                        | —                         | —                         | —                         | 22                        | —                         | —                         | 39                        | Document                     |
| "Finest Worksong"                                                                               | 1988 | —                         | —                         | 28                        | —                         | —                         | —                         | —                         | —                         | —                         | 50                        | Document                     |
| "Orange Crush"                                                                                  | 1988 | —                         | 1                         | 1                         | 15                        | —                         | —                         | 21                        | —                         | 5                         | 28                        | Green                        |
| "Stand"                                                                                         | 1989 | 6                         | 1                         | 1                         | 56                        | —                         | —                         | 17                        | —                         | 23                        | 48                        | Green                        |
| "Pop Song 89"                                                                                   | 1989 | 86                        | 16                        | 14                        | —                         | 94                        | —                         | —                         | —                         | —                         | —                         | Green                        |
| "Get Up"                                                                                        | 1989 | —                         | —                         | —                         | —                         | —                         | —                         | —                         | —                         | —                         | —                         | Green                        |
| "—" indikerer at udgivelsen ikke kom på hitlisten eller at den ikke blev udgivet i dette område |      |                           |                           |                           |                           |                           |                           |                           |                           |                           |                           |                              |

### 1990'erne
| Titel                                                                                           | Year | Højeste hitlisteplacering | Højeste hitlisteplacering | Højeste hitlisteplacering | Højeste hitlisteplacering | Højeste hitlisteplacering | Højeste hitlisteplacering | Højeste hitlisteplacering | Højeste hitlisteplacering | Højeste hitlisteplacering | Højeste hitlisteplacering | Certificering            | Album                      |
| Titel                                                                                           | Year | US                        | US Alt.                   | US Main. Rock             | AUS                       | CAN                       | GER                       | NLD                       | NOR                       | NZ                        | UK                        | Certificering            | Album                      |
| ----------------------------------------------------------------------------------------------- | ---- | ------------------------- | ------------------------- | ------------------------- | ------------------------- | ------------------------- | ------------------------- | ------------------------- | ------------------------- | ------------------------- | ------------------------- | ------------------------ | -------------------------- |
| "Losing My Religion"                                                                            | 1991 | 4                         | 1                         | 1                         | 11                        | 6                         | —                         | 1                         | 4                         | 16                        | 19                        | - RIAA: Guld - BPI: Sølv | Out of Time                |
| "Shiny Happy People"                                                                            | 1991 | 10                        | 3                         | 8                         | 19                        | 5                         | 10                        | 13                        | 10                        | 29                        | 6                         |                          | Out of Time                |
| "Near Wild Heaven"                                                                              | 1991 | —                         | —                         | —                         | 65                        | —                         | 46                        | 51                        | —                         | —                         | 27                        |                          | Out of Time                |
| "Radio Song"                                                                                    | 1991 | —                         | —                         | 48                        | —                         | —                         | —                         | 56                        | —                         | —                         | 28                        |                          | Out of Time                |
| "Drive"                                                                                         | 1992 | 28                        | 1                         | 2                         | 34                        | 7                         | 13                        | 13                        | 3                         | 5                         | 11                        |                          | Automatic for the People   |
| "Man on the Moon"                                                                               | 1992 | 30                        | 2                         | 4                         | 39                        | 4                         | 34                        | 54                        | —                         | 8                         | 18                        |                          | Automatic for the People   |
| "The Sidewinder Sleeps Tonite"                                                                  | 1993 | —                         | 24                        | 28                        | 99                        | 60                        | 61                        | —                         | —                         | 29                        | 17                        |                          | Automatic for the People   |
| "Everybody Hurts"                                                                               | 1993 | 29                        | 21                        | —                         | 6                         | 8                         | 83                        | 4                         | —                         | 12                        | 7                         | - ARIA: Guld - BPI: Sølv | Automatic for the People   |
| "Nightswimming"                                                                                 | 1993 | —                         | —                         | —                         | 71                        | —                         | 93                        | —                         | —                         | 48                        | 27                        |                          | Automatic for the People   |
| "Find the River"                                                                                | 1993 | —                         | —                         | —                         | —                         | —                         | —                         | —                         | —                         | —                         | 54                        |                          | Automatic for the People   |
| "What's the Frequency, Kenneth?"                                                                | 1994 | 21                        | 1                         | 2                         | 24                        | 2                         | 74                        | 21                        | 9                         | 4                         | 9                         |                          | Monster                    |
| "Bang and Blame"                                                                                | 1995 | 19                        | 1                         | 3                         | 29                        | 1                         | 74                        | 24                        | —                         | 17                        | 15                        |                          | Monster                    |
| "Strange Currencies"                                                                            | 1995 | 47                        | 14                        | 8                         | 100                       | 13                        | —                         | 41                        | —                         | —                         | 9                         |                          | Monster                    |
| "Crush with Eyeliner"                                                                           | 1995 | —                         | 33                        | 20                        | 55                        | 28                        | —                         | —                         | —                         | —                         | 23                        |                          | Monster                    |
| "Tongue"                                                                                        | 1995 | —                         | —                         | —                         | —                         | —                         | —                         | —                         | —                         | —                         | 13                        |                          | Monster                    |
| "E-Bow the Letter"                                                                              | 1996 | 49                        | 2                         | 15                        | 23                        | 6                         | 65                        | —                         | 6                         | 32                        | 4                         |                          | New Adventures in Hi-Fi    |
| "Bittersweet Me"                                                                                | 1996 | 46                        | 6                         | 7                         | 90                        | 6                         | 93                        | —                         | —                         | —                         | 19                        |                          | New Adventures in Hi-Fi    |
| "Electrolite"                                                                                   | 1996 | 96                        | —                         | —                         | —                         | 24                        | 83                        | 92                        | —                         | —                         | 29                        |                          | New Adventures in Hi-Fi    |
| "How the West Was Won and Where It Got Us"                                                      | 1997 | —                         | —                         | —                         | —                         | —                         | —                         | —                         | —                         | —                         | —                         |                          | New Adventures in Hi-Fi    |
| "Daysleeper"                                                                                    | 1998 | 57                        | 18                        | 30                        | 57                        | 5                         | 57                        | 64                        | 12                        | 18                        | 6                         |                          | Up                         |
| "Lotus"                                                                                         | 1998 | —                         | 31                        | 31                        | —                         | 32                        | —                         | —                         | —                         | 50                        | 26                        |                          | Up                         |
| "At My Most Beautiful"                                                                          | 1999 | —                         | —                         | —                         | —                         | —                         | —                         | —                         | —                         | —                         | 10                        |                          | Up                         |
| "Suspicion"                                                                                     | 1999 | —                         | —                         | —                         | —                         | —                         | —                         | —                         | —                         | —                         | —                         |                          | Up                         |
| "The Great Beyond"                                                                              | 1999 | 57                        | 11                        | 33                        | 25                        | 16                        | 56                        | 91                        | 8                         | —                         | 3                         |                          | Man on the Moon soundtrack |
| "—" indikerer at udgivelsen ikke kom på hitlisten eller at den ikke blev udgivet i dette område |      |                           |                           |                           |                           |                           |                           |                           |                           |                           |                           |                          |                            |

### 2000'erne
| Titel                                                                                           | Year | Højeste hitlisteplacering | Højeste hitlisteplacering | Højeste hitlisteplacering | Højeste hitlisteplacering | Højeste hitlisteplacering | Højeste hitlisteplacering | Højeste hitlisteplacering | Højeste hitlisteplacering | Højeste hitlisteplacering | Højeste hitlisteplacering | Certificering      | Album                                                            |
| Titel                                                                                           | Year | US                        | US Alt.                   | AUS                       | CAN                       | GER                       | IRL                       | NLD                       | NOR                       | SWI                       | UK                        | Certificering      | Album                                                            |
| ----------------------------------------------------------------------------------------------- | ---- | ------------------------- | ------------------------- | ------------------------- | ------------------------- | ------------------------- | ------------------------- | ------------------------- | ------------------------- | ------------------------- | ------------------------- | ------------------ | ---------------------------------------------------------------- |
| "Imitation of Life"                                                                             | 2001 | 83                        | 22                        | 32                        | 5                         | 35                        | 12                        | 54                        | 4                         | 27                        | 6                         |                    | Reveal                                                           |
| "All the Way to Reno (You're Gonna Be a Star)"                                                  | 2001 | —                         | —                         | —                         | —                         | 92                        | 34                        | —                         | —                         | —                         | 24                        |                    | Reveal                                                           |
| "I'll Take the Rain"                                                                            | 2001 | —                         | —                         | —                         | —                         | —                         | —                         | —                         | —                         | —                         | 44                        |                    | Reveal                                                           |
| "Bad Day"                                                                                       | 2003 | —                         | —                         | 22                        | 17                        | 39                        | 11                        | 68                        | 11                        | 39                        | 8                         |                    | In Time: The Best of R.E.M. 1988–2003                            |
| "Animal"                                                                                        | 2004 | —                         | —                         | 93                        | —                         | —                         | 30                        | —                         | —                         | —                         | 33                        |                    | In Time: The Best of R.E.M. 1988–2003                            |
| "Leaving New York"                                                                              | 2004 | —                         | —                         | 57                        | —                         | 16                        | 14                        | 43                        | 7                         | 18                        | 5                         |                    | Around the Sun                                                   |
| "Aftermath"                                                                                     | 2004 | —                         | —                         | —                         | —                         | 78                        | —                         | 44                        | —                         | —                         | 41                        |                    | Around the Sun                                                   |
| "Electron Blue"                                                                                 | 2005 | —                         | —                         | —                         | —                         | —                         | 43                        | —                         | —                         | —                         | 26                        |                    | Around the Sun                                                   |
| "Wanderlust"                                                                                    | 2005 | —                         | —                         | —                         | —                         | —                         | 48                        | —                         | —                         | —                         | 27                        |                    | Around the Sun                                                   |
| "#9 Dream"                                                                                      | 2007 | —                         | —                         | —                         | —                         | —                         | —                         | —                         | —                         | —                         | —                         |                    | Instant Karma: The Amnesty International Campaign to Save Darfur |
| "Supernatural Superserious"                                                                     | 2008 | 85                        | 21                        | —                         | 50                        | 26                        | 41                        | 44                        | 1                         | 21                        | 54                        | - IFPI NOR: Platin | Accelerate                                                       |
| "Hollow Man"                                                                                    | 2008 | —                         | —                         | —                         | —                         | —                         | —                         | —                         | —                         | —                         | 200                       |                    | Accelerate                                                       |
| "Man-Sized Wreath"                                                                              | 2008 | —                         | —                         | —                         | —                         | —                         | —                         | —                         | —                         | —                         | —                         |                    | Accelerate                                                       |
| "Until the Day Is Done"                                                                         | 2008 | —                         | —                         | —                         | —                         | —                         | —                         | —                         | —                         | 49                        | —                         |                    | Accelerate                                                       |
| "—" indikerer at udgivelsen ikke kom på hitlisten eller at den ikke blev udgivet i dette område |      |                           |                           |                           |                           |                           |                           |                           |                           |                           |                           |                    |                                                                  |

### 2010'erne
| Titel                                                                                           | Year | Højeste hitlisteplacering | Højeste hitlisteplacering | Højeste hitlisteplacering | Højeste hitlisteplacering | Højeste hitlisteplacering | Højeste hitlisteplacering | Højeste hitlisteplacering | Højeste hitlisteplacering | Højeste hitlisteplacering | Album                                                     |
| Titel                                                                                           | Year | US AAA                    | US Rock                   | AUT                       | BEL (FL)                  | BEL (WA)                  | GER                       | JPN                       | SWI                       | VEN                       | Album                                                     |
| ----------------------------------------------------------------------------------------------- | ---- | ------------------------- | ------------------------- | ------------------------- | ------------------------- | ------------------------- | ------------------------- | ------------------------- | ------------------------- | ------------------------- | --------------------------------------------------------- |
| "Mine Smell Like Honey"                                                                         | 2011 | 8                         | 46                        | —                         | —                         | —                         | —                         | —                         | —                         | —                         | Collapse into Now                                         |
| "Überlin"                                                                                       | 2011 | 26                        | —                         | —                         | 52                        | 59                        | —                         | 39                        | —                         | —                         | Collapse into Now                                         |
| "Oh My Heart"                                                                                   | 2011 | —                         | —                         | 47                        | —                         | —                         | 46                        | —                         | 60                        | —                         | Collapse into Now                                         |
| "Discoverer"                                                                                    | 2011 | 28                        | —                         | —                         | —                         | —                         | —                         | —                         | —                         | —                         | Collapse into Now                                         |
| "It Happened Today"                                                                             | 2011 | —                         | —                         | —                         | —                         | —                         | —                         | —                         | —                         | —                         | Collapse into Now                                         |
| "We All Go Back to Where We Belong"                                                             | 2011 | 13                        | —                         | —                         | 85                        | 79                        | —                         | 59                        | —                         | 8                         | Part Lies, Part Heart, Part Truth, Part Garbage 1982–2011 |
| "Alligator_Aviator_Autopilot_Antimatter" (Remix)                                                | 2012 | —                         | —                         | —                         | —                         | —                         | —                         | —                         | —                         | —                         | Non-album singles                                         |
| "Blue" (Remix)                                                                                  | 2012 | —                         | —                         | —                         | —                         | —                         | —                         | —                         | —                         | —                         | Non-album singles                                         |
| "—" indikerer at udgivelsen ikke kom på hitlisten eller at den ikke blev udgivet i dette område |      |                           |                           |                           |                           |                           |                           |                           |                           |                           |                                                           |

R.E.M.'s coverversion af Syd Barrett sang "Dark Globe" blev udgivet på 7"-plade til Record Store Day den 18. april i 2015 som B-side til originalen.

## Andre sange på hitlisterne
| Titel                                                                                           | År   | Højeste hitlisteplacering | Højeste hitlisteplacering | Højeste hitlisteplacering | Højeste hitlisteplacering | Højeste hitlisteplacering | Album                    |
| Titel                                                                                           | År   | US Alt.                   | US Main. Rock             | CAN                       | NOR                       | UK                        | Album                    |
| ----------------------------------------------------------------------------------------------- | ---- | ------------------------- | ------------------------- | ------------------------- | ------------------------- | ------------------------- | ------------------------ |
| "Ages of You"                                                                                   | 1987 | —                         | 39                        | —                         | —                         | —                         | Dead Letter Office       |
| "Turn You Inside-Out"                                                                           | 1989 | 10                        | 7                         | —                         | —                         | —                         | Green                    |
| "Texarkana"                                                                                     | 1991 | 4                         | 7                         | —                         | —                         | —                         | Out of Time              |
| "Ignoreland"                                                                                    | 1992 | 5                         | 4                         | 43                        | —                         | —                         | Automatic for the People |
| "First We Take Manhattan"                                                                       | 1992 | 11                        | —                         | —                         | —                         | —                         | I'm Your Fan             |
| "Photograph" (with Natalie Merchant)                                                            | 1993 | 9                         | —                         | —                         | —                         | —                         | Born to Choose           |
| "Star 69"                                                                                       | 1995 | 8                         | 15                        | 73                        | —                         | —                         | Monster                  |
| "The Wake-Up Bomb"                                                                              | 1997 | —                         | 30                        | 51                        | —                         | —                         | New Adventures in Hi-Fi  |
| "Everybody Hurts" (live)                                                                        | 2007 | —                         | —                         | —                         | —                         | 116                       | R.E.M. Live              |
| "Losing My Religion" (live)                                                                     | 2007 | —                         | —                         | —                         | —                         | 123                       | R.E.M. Live              |
| "Living Well Is the Best Revenge"                                                               | 2008 | —                         | —                         | —                         | 20                        | —                         | Accelerate               |
| "—" indikerer at udgivelsen ikke kom på hitlisten eller at den ikke blev udgivet i dette område |      |                           |                           |                           |                           |                           |                          |

## Andre optrædener
| Titel                                | År   | Album                                                       |
| ------------------------------------ | ---- | ----------------------------------------------------------- |
| "(All I've Got to Do Is) Dream"      | 1987 | Athens, GA: Inside/Out soundtrack                           |
| "Swan Swan H"                        | 1987 | Athens, GA: Inside/Out soundtrack                           |
| "Romance"                            | 1987 | Made in Heaven soundtrack                                   |
| "Deck the Halls"                     | 1988 | Winter Warnerland                                           |
| "I Walked with a Zombie"             | 1988 | Where the Pyramid Meets the Eye: A Tribute to Roky Erickson |
| "First We Take Manhattan"            | 1991 | I'm Your Fan                                                |
| "Fretless"                           | 1991 | Until the End of the World soundtrack                       |
| "Photograph" (with Natalie Merchant) | 1993 | Born to Choose                                              |
| "Wall of Death"                      | 1994 | Beat the Retreat: Songs by Richard Thompson                 |
| "Half a World Away" (live)           | 1994 | The Unplugged Collection, Volume 1                          |
| "Sponge"                             | 1996 | Sweet Relief II: Gravity of the Situation                   |
| "Revolution"                         | 1997 | Batman & Robin soundtrack                                   |
| "Leave"                              | 1997 | A Life Less Ordinary soundtrack                             |
| "Draggin' The Line"                  | 1998 | Austin Powers: The Spy Who Shagged Me soundtrack            |
| "Gentle on My Mind"                  | 2007 | Sounds Eclectic: The Covers Project                         |
| "Munich"                             | 2008 | Radio 1's Live Lounge – Volume 3                            |

## Musikvideoer
| Titel                                                       | År   | Insturktør(er)                             |
| ----------------------------------------------------------- | ---- | ------------------------------------------ |
| "Wolves, Lower"                                             | 1982 | Jonathan Dayton and Valerie Faris          |
| "Radio Free Europe"                                         | 1983 | Arthur Pierson                             |
| "Pretty Persuasion"                                         | 1984 |                                            |
| "So. Central Rain (I'm Sorry)"                              | 1984 | Howard Libov                               |
| Left of Reckoning                                           | 1984 | James Herbert                              |
| "Cant Get There from Here"                                  | 1985 | Michael Stipe, Rick Aguar                  |
| "Driver 8"                                                  | 1985 | Michael Stipe, James Herbert               |
| "Feeling Gravity's Pull"                                    | 1985 | James Herbert                              |
| "Green Grow the Rushes"                                     | 1985 | James Herbert                              |
| "Life and How to Live It"                                   | 1985 | James Herbert                              |
| "Fall on Me"                                                | 1986 | Michael Stipe                              |
| "(All I've Got to Do Is) Dream"                             | 1986 | N/A                                        |
| "Swan Swan H"                                               | 1986 | Tony Gayton                                |
| "The One I Love"                                            | 1987 | Robert Longo                               |
| "It's the End of the World as We Know It (And I Feel Fine)" | 1988 | James Herbert                              |
| "Finest Worksong"                                           | 1988 | Michael Stipe                              |
| "Talk About the Passion"                                    | 1988 | Jem Cohen                                  |
| "Orange Crush"                                              | 1988 | Matt Mahurin                               |
| "Stand"                                                     | 1989 | Katherine Dieckmann                        |
| "Turn You Inside-Out"                                       | 1989 | James Herbert                              |
| "Pop Song 89"                                               | 1989 | Michael Stipe                              |
| "Get Up"                                                    | 1989 | Eric Darnell                               |
| "Losing My Religion"                                        | 1991 | Tarsem Singh                               |
| "Shiny Happy People"                                        | 1991 | Katherine Dieckmann                        |
| "Near Wild Heaven"                                          | 1991 | Jeff Preiss                                |
| "Radio Song"                                                | 1991 | Peter Care                                 |
| "Love Is All Around" (live)                                 | 1991 | Beth McCarthy                              |
| "Losing My Religion" (live)                                 | 1991 | N/A                                        |
| "Low"                                                       | 1991 | James Herbert                              |
| "Belong"                                                    | 1991 | Jem Cohen                                  |
| "Half a World Away"                                         | 1991 | Jim McKay                                  |
| "Country Feedback"                                          | 1991 | Jem Cohen                                  |
| "Drive"                                                     | 1992 | Peter Care                                 |
| "Man on the Moon"                                           | 1992 | Peter Care                                 |
| "The Sidewinder Sleeps Tonite"                              | 1993 | Kevin Kerslake                             |
| "Everybody Hurts"                                           | 1993 | Jake Scott                                 |
| "Nightswimming"                                             | 1993 | Jem Cohen                                  |
| "Find the River"                                            | 1993 | Jodi Wille                                 |
| "What's the Frequency, Kenneth?"                            | 1994 | Peter Care                                 |
| "Bang and Blame"                                            | 1994 | Randy Skinner                              |
| "Crush with Eyeliner"                                       | 1994 | Spike Jonze                                |
| "Strange Currencies"                                        | 1994 | Mark Romanek                               |
| "Star 69"                                                   | 1995 | Jonathan Dayton and Valerie Faris          |
| "Tongue"                                                    | 1995 | Jonathan Dayton and Valerie Faris          |
| "The Wake-Up Bomb"                                          | 1995 | Bruce Gowers                               |
| "E-Bow the Letter"                                          | 1996 | Jem Cohen, Michael Stipe                   |
| "Bittersweet Me"                                            | 1996 | Dominic DeJoseph                           |
| "Electrolite"                                               | 1996 | Peter Care, Spike Jonze                    |
| "How the West Was Won and Where It Got Us"                  | 1997 | Lance Bangs                                |
| "New Test Leper"                                            | 1997 | Lance Bangs, Dominic DeJoseph              |
| "Daysleeper"                                                | 1998 | The Snorri Brothers                        |
| "Lotus"                                                     | 1998 | Stéphane Sednaoui                          |
| "At My Most Beautiful"                                      | 1999 | Nigel Dick                                 |
| "The Great Beyond"                                          | 1999 | Liz Friedlander                            |
| "Imitation of Life"                                         | 2001 | Garth Jennings                             |
| "All the Way to Reno (You're Gonna Be a Star)"              | 2001 | Michael Moore                              |
| "I'll Take the Rain"                                        | 2001 | Yoshitomo Nara, David Weir                 |
| "Bad Day"                                                   | 2003 | Tim Hope                                   |
| "Animal"                                                    | 2003 | Motion Theory                              |
| "Leaving New York"                                          | 2004 | Blue Leach, Peter Care                     |
| "Aftermath"                                                 | 2004 | Blue Leach, Peter Care                     |
| "Supernatural Superserious"                                 | 2008 | Vincent Moon                               |
| "Living Well Is the Best Revenge"                           | 2008 | Vincent Moon                               |
| "Hollow Man"                                                | 2008 | Crush                                      |
| "Man-Sized Wreath"                                          | 2008 | Crush                                      |
| "Until the Day Is Done"                                     | 2008 | Vincent Moon                               |
| "Mine Smell Like Honey"                                     | 2011 | Dominic J. DeJoseph                        |
| "Überlin"                                                   | 2011 | Sam Taylor-Wood                            |
| "It Happened Today"                                         | 2011 | Tom Gilroy                                 |
| "Oh My Heart"                                               | 2011 | Jem Cohen                                  |
| "Alligator_Aviator_Autopilot_Antimatter"                    | 2011 | Lance Bangs                                |
| "Walk It Back"                                              | 2011 | Sophie Calle                               |
| "All the Best"                                              | 2011 | James Herbert                              |
| "Every Day Is Yours to Win"                                 | 2011 | Jim McKay, Chris Moukarbel, Valerie Veatch |
| "Discoverer"                                                | 2011 | Michael Stipe, Lynda Stipe                 |
| "We All Go Back to Where We Belong" (version 1)             | 2011 | Dominic J. DeJoseph, Michael Stipe         |
| "We All Go Back to Where We Belong" (version 2)             | 2011 | Dominic J. DeJoseph, Michael Stipe         |
| "Blue"                                                      | 2012 | James Franco                               |